# متفطرة أوروبية
متفطرة أوروبية (الاسم العلمي: Mycobacterium europaeum) هي نوع من البكتيريا يتبع جنس المتفطرة من فصيلة المتفطرات.